# San Alberto (Paraguay)
San Alberto es un distrito paraguayo del departamento de Alto Paraná. Se sitúa a unos 411 km de Asunción, sobre la Ruta PY07. Sus primeros habitantes fueron en su totalidad brasileños provenientes de los estados de Paraná y Santa Catarina. Es conocida como la capital del Agro.

## Historia
Esta ciudad, registra un acelerado crecimiento, y fue fundada por el capitán Alberto Fernández Valenzuela (1906-2005), presidente de la Empresa Colonizadora Industrial Mbaracayú SA, y es la principal ciudad de la región norte del Alto Paraná. En sus orígenes fue conocida como Gleba 6, ya que la propiedad original adquirida por el capitán Alberto Fernández, de 28.000 hectáreas, fue dividida en 8 glebas, asentándose la ciudad de San Alberto en la Gleba 6.
Gleba 6 pertenecía al municipio de Hernandarias, de la que se independizó el 4 de enero de 1991. Se encuentra al norte del departamento, y cercana al Reserva biológica Itabó y la Reserva Biológica Limoy. Los puntos de interés son los atractivos naturales y la colonia del lugar.

## Geografía
En el pasado, casi toda la zona estuvo cubierta por frondosos bosques, pero el proceso de depredación que se inició en los años sesenta, y prosiguió en las décadas posteriores, dejó eso, como recuerdo, pues los desmontes se produjeron para la instalación de explotaciones agrícolas, tornando la situación irreversible. Limita al norte con el Departamento de Canindeyú, separado por el río Ytambeý; al sur con Itakyry y Mbaracayú; al este con Brasil, separado por el río Paraná; y al oeste con Itakyry.

## Hidrografía
Sus tierras están regadas por el río Paraná y sus afluentes, como el río Limoy, el río Ytambey, también cuenta con varios cursos de agua importantes, que riegan la zona, así como afluentes de los ríos citados.

## Clima
Desde el punto de vista climático se destaca que la temperatura media anual oscila entre 21 °C y 22 °C. Durante el caluroso verano se registran temperaturas de hasta 39 °C, mientras que en el invierno se observan mínimas de hasta 0 °C.
En cuanto a las precipitaciones, presenta lluvias abundantes, con un promedio que oscila entre 1650 y 1700 mm, el índice de humedad y las abundantes precipitaciones favorecen a la agricultura.

## Economía
En los años ochenta comenzaron a experimentar con el cultivo de soja, pero en poca extensión. Al comprobarse la fertilidad del suelo fue realizada en grandes extensiones de tierra, con excelentes resultados, llegando a ser conocida como Capital del Agro.
La soja es el soporte principal de la economía. El comercio registra un importante desarrollo, poseen cultivos de soja, trigo, maíz, girasol, algodón y mandioca.

## Acceso
La principal vía de comunicación terrestre es la Ruta PY07, que es la que la conecta con Ciudad del Este y además con la ciudad de Asunción, donde empalma con la Ruta PY02. En el distrito se encuentran aeropuertos para aterrizajes de aeronaves pequeñas.